# Living for the City
Singles de Stevie Wonder
Higher Ground
(1973) Don't You Worry 'bout a Thing
(1974)
Living for the City, parfois typographié Livin' for the City,, est une chanson de l'auteur-compositeur-interprète américain Stevie Wonder. Elle est incluse dans son album Innervisions sorti sous le label Motown en 1973.
Publiée en single la même année, elle atteint la 8e place du Billboard Hot 100 et la 1e position du classement R&B.
La chanson obtient deux Grammy Awards et se classe en 2004 à la 104e du classement des « 500 plus grandes chansons de tous les temps » établi par le magazine Rolling Stone.

## Composition
La chanson a été écrite et produite par Steve Wonder lui-même. Il joue tous les instruments, assisté de Malcolm Cecil et Robert Margouleff pour l'enregistrement.
Elle raconte l'histoire d'un jeune garçon noir né dans la ville fictive de Hard Times, dans le Mississippi. Face aux discriminations racistes et à la pauvreté, il veut quitter la région et se rend à New York en bus pour débuter une nouvelle vie. Mais accusé de trafic de drogue, il est arrêté et condamné à passer dix ans en prison.
Wonder complète la chanson avec des dialogues, recrutant un des concierges du studio d'enregistrement pour interpréter le gardien de prison qui crie "Get into that cell, nigger".
La version présente sur l'album dure plus de 7 minutes et contient les séquences de dialogue, supprimées dans la version single.

### Personnel
- Stevie Wonder : voix, chœurs, Fender Rhodes, percussions, Moog bass, claviers[4]
- Calvin Hardaway (frère de Stevie Wonder), Ira Tucker Jr., un officier de police, l'avocat Jonathan Vigoda  : autres voix[4]

## Accueil
Tenley Williams écrit dans son ouvrage Stevie Wonder, overcoming adversity en 2002, que "la chanson est un des premiers tubes soul à inclure à la fois un message politique, l'enregistrement de sons de son de la rue (voix, bus, trafic et sirènes), mixés avec une musique enregistrée en studio".
Billboard décrit Living for the City comme un hommage spectaculaire d'un enfant à ses parents qui ont tout sacrifié pour lui.
Ed Hogan de Allmusic la qualifie de piste alléchante, passionnante, typée et poignante.

## Classements et distinctions
Le single sort le 1er novembre 1973 aux États-Unis. Elle reste 17 semaines dans le classement Billboard.

### Classement hebdomadaire
| Classement (1973–74)             | Meilleure position |
| -------------------------------- | ------------------ |
| Canada (RPM)                     | 17                 |
| États-Unis (Hot 100)             | 8                  |
| États-Unis (Hot R&B)             | 1                  |
| Allemagne (German Singles Chart) | 20                 |
| Nouvelle-Zélande                 | 18                 |
| Royaume-Uni (OCC)                | 15                 |
| États-Unis (Cash Box Top 100)    | 6                  |

### Classement annuel
| Classement annuel (1974)        | Position |
| ------------------------------- | -------- |
| Canada (RPM Year-End)           | 156      |
| Canada (Cash Box Year-End)      | 71       |
| États-Unis (Billboard Year-End) | 44       |

### Autres classements
- En 2004, le magazine Rolling Stone classe la chanson à la 104e de son classement des « 500 plus grandes chansons de tous les temps »[19]. Elle passe en 105e position en 2010[5] mais disparait lors de sa mise à jour en 2021.
- Sur Rate Your Music, le single est classé 191e meilleure chanson de tous les temps et 3e pour l'année 1973, obtenant une note de 4.23/5 pour 990 votants[20].

### Récompenses
La chanson obtient deux victoires aux Grammy Awards :
- En 1974, dans la catégorie Meilleure chanson de R&B [21]
- En 1975, dans la catégorie Meilleure performance vocale masculine R&B[22] pour l'interprétation de Ray Charles sur son album Renaissance[23].

## Reprises (sélection)
Informations issues de SecondHandSongs, sauf mentions complémentaires.
Living for the City compte plus d'une septantaine de reprises.

### Reprises classées
- Ray Charles sur Renaissance (1975), #91  États-Unis Hot 100, #22  États-Unis Hot R&B[25],
- Gillan sur Magic (en) (1982), #50  Royaume-Uni[26],
- Sylvester sur Mutual Attraction (1986), #2  États-Unis Hot Dance[27],
- Ruby Turner (en) sur Responsible (1994), #92  Royaume-Uni[28], #28  Nouvelle-Zélande[29],
- Zapp sur The Compilation: Greatest Hits II and More (1996), #120  États-Unis Hot 100, #57  États-Unis Hot R&B[30].

### Autres reprises chantées
- Ike et Tina Turner sur Sweet Rhode Island Red (en) (1974),
- The Three Degrees sur The Three Degrees Live (en) (1975),
- Bonnie Tyler sur Natural Force (en) (1978),
- Cook Da Books en single[2] (1986),
- Texas sur leur EP Everyday Now (en) (1989),
- Trijntje Oosterhuis sur For Once in My Life (1999),
- Toto sur Through the Looking Glass (2002),
- Lindsay Lohan sur la bande originale (en) du film Le Journal intime d'une future star (2004),
- Aslan (en) sur The Platinum Collection (2005),
- Michael McDonald sur Soul Speak (en) (2008).
- Slash sur Orgy of the Damned (en) (2024)

### Autres reprises instrumentales
- Hugo Montenegro sur Hugo in Wonder-Land (1974),
- Maynard Ferguson sur Chameleon (en) (1974),
- Ramsey Lewis sur Sun Goddess (en) (1974),
- Kirk Whalum sur In This Life (1995),
- Mark Whitfield sur Songs of Wonder (2009).

### Reprises en langue étrangère
| Année | Langue     | Titre                               | Adaptation                       | Interprète(s)                          |
| ----- | ---------- | ----------------------------------- | -------------------------------- | -------------------------------------- |
| 1975  | Finlandais | Liikaa stadiin                      | Jussi Tuominen                   | Kirka (en)                             |
| 1979  | Allemand   | Es reicht gerade noch zum Überleben | Horst Königstein, Udo Lindenberg | Udo Lindenberg und Das Panik-Orchester |

## Utilisation dans les médias
Sauf indication contraire, les informations mentionnées dans cette section peuvent être confirmées par la base de données cinématographiques IMDb,  présente dans la section « Liens externes ».
- En 1985, dans la série Fame (saison 4, épisode 12),
- En 1986, dans la série Cosby Show (saison 2, épisode 18),
- En 1991, dans New Jack City de Mario Van Peebles,
- En 1991, dans Jungle Fever de Spike Lee,
- En 2004, dans Le Journal intime d'une future star de Sara Sugarman,
- En 2006, dans la série Cold Case : Affaires Classées (saison 4, épisode 8),
- En 2010, dans la série Detroit 1-8-7 (saison 1, épisode 3),
- En 2016, dans la série The Get Down (saison 1, épisode 4).

### Sampling
- En 1988, Public Enemy reprend les paroles "Get in that cell nigger" dans leur chanson Black Steel in the Hour of Chaos sur leur album It Takes a Nation of Millions to Hold Us Back,
- En 1989, Neneh Cherry sample "New York, just like i pictured it" pour son titre Inner City Mamma[31],
- En 1993, l'extrait "Get in that cell nigger" est à nouveau utilisé par Ice Cube sur son titre 24 With an L[32],
- En 2010, Usher (feat. Nicki Minaj) échantillonne le titre sur Lil Freak issu de son album Raymond v. Raymond[33].